# ピエール・モレル
ピエール・モレル   （Pierre Morel, 1964年5月12日 - ）は、フランスの撮影監督・映画監督。
リュック・ベッソンがプロデューサーを務める作品に数多く携わっている。

## フィルモグラフィー

### 撮影
- トランスポーター The Transporter (2002)
- 恋愛適齢期 Something's Gotta Give (2003) - パリ撮影第2班
- ダニー・ザ・ドッグ Danny the Dog (2005)
- 私の婚活恋愛術（英語版） Love and Other Disasters (2006)
- TAXi4 Taxi 4 (2007)
- ローグ アサシン War (2007)

### 監督
- アルティメット District 13 (2004)
- 96時間 Taken (2008)
- パリより愛をこめて From Paris with Love (2010)
- ザ・ガンマン The Gunman (2015)
- ライリー・ノース -復讐の女神- Peppermint (2018)